# Думанівська сільська рада
Ду́манівська сільська́ ра́да — адміністративно-територіальна одиниця та орган місцевого самоврядування в Кам'янець-Подільському районі Хмельницької області. Адміністративний центр — село Думанів.
Тепер її територія входить до складу Гуменецької сільської ради:
Рішенням тридцять третьої позачергової сесії VI скликання Хмельницької обласної ради від 13.08.2015 затверджено створення Гуменецької об’єднаної територіальної громади. До складу громади увійшли території Абрикосівської сільської ради, Великозаліської сільської ради, Голосківської сільської ради, Гуменецької сільської ради, Думанівської сільської ради, Залісся Другої сільської ради, Нігинської сільської ради, Супрунковецької сільської ради.
Старости сіл на офіційному сайті [Архівовано 29 серпня 2016 у Wayback Machine.] Гуменецької громади

## Загальні відомості
Думанівська сільська рада утворена в 1990 році.
- Територія ради: 21,983 км²
- Населення ради: 897 осіб (станом на 2001 рік)
- Територією ради протікає річка Смотрич

## Населені пункти
Сільській раді були підпорядковані населені пункти:
- с. Думанів

## Склад ради
Рада складалася з 12 депутатів та голови.
- Голова ради: Бучківський Володимир Степанович
- Секретар ради: Ковальська Наталія Михайлівна

### Керівний склад попередніх скликань
| Прізвище, ім'я, по батькові      | Основні відомості                                                         | Дата обрання | Дата звільнення |
| -------------------------------- | ------------------------------------------------------------------------- | ------------ | --------------- |
| Лавренюк Василь Павлович         | Сільський голова, 1943 року народження                                    | 26.03.2006   | 31.10.2010      |
| Бучківський Володимир Степанович | Сільський голова, 1970 року народження, освіта вища, член Партії регіонів | 31.10.2010   |                 |

Примітка: таблиця складена за даними сайту Верховної Ради України

### Депутати
За результатами місцевих виборів 2010 року депутатами ради стали:

#### За суб'єктами висування
| Суб'єкт висування             | Кількість обраних депутатів | %    |
| ----------------------------- | --------------------------- | ---- |
| Самовисування                 | 6                           | 50   |
| Партія регіонів               | 4                           | 33,3 |
| Народна партія                | 1                           | 8,3  |
| Політична партія «Фронт Змін» | 1                           | 8,3  |

#### За округами
| № округу                      | Прізвище, ім'я, по батькові     | Дата визнання обраним | Освіта  | Партійна приналежність                        | Відомості про обраного депутата                                                |
| ----------------------------- | ------------------------------- | --------------------- | ------- | --------------------------------------------- | ------------------------------------------------------------------------------ |
| Народна Партія                |                                 |                       |         |                                               |                                                                                |
| 12                            | Братиця Микола Михайлович       | 05.11.2010            | вища    | позапартійний                                 | пенсіонер                                                                      |
| Партія регіонів               |                                 |                       |         |                                               |                                                                                |
| 3                             | Ковальська Наталія Михайлівна   | 05.11.2010            | вища    | член Партії регіонів                          | тимчасово не працює                                                            |
| 5                             | Кирик Ольга Дмитрівна           | 05.11.2010            | вища    | позапартійна                                  | Думанівська загальноосвітня школа І-ІІ ст., педагог організатор                |
| 6                             | Підгорний Василь Дмитрович      | 05.11.2010            | вища    | член Партії регіонів                          | Думанівська загальноосвітня школа І-ІІ ст., оператор теплегенераторноїмережі   |
| 11                            | Олійник Марія Дмитрівна         | 05.11.2010            | вища    | позапартійна                                  | Думанівська загальноосвітня школа І-ІІ ст., вчитель початкових класів          |
| Політична партія «Фронт Змін» |                                 |                       |         |                                               |                                                                                |
| 4                             | Білоус Анатолій Іванович        | 05.11.2010            | вища    | член Політичної партії «Фронт Змін»           | пенсіонер                                                                      |
| Самовисування                 |                                 |                       |         |                                               |                                                                                |
| 1                             | Іванцова Зоя Володимирівна      | 05.11.2010            | середня | позапартійна                                  | приватний підприємець, продавець                                               |
| 2                             | Навроцька Олена Миколаївна      | 15.11.2010            | вища    | позапартійна                                  | приватний підприємець                                                          |
| 7                             | Пшетаковський Анатолій Іванович | 05.11.2010            | вища    | член Всеукраїнського об'єднання «Батьківщина» | Думанівська амбулаторія загальної практики — сімейної медицини, головний лікар |
| 8                             | Ткач Павло Володимирович        | 05.11.2010            | вища    | позапартійний                                 | Кам'янець-Подільський міськрайонний суд, судовий розпорядник                   |
| 9                             | Вдовиченко Галина Анатоліївна   | 05.11.2010            | середня | позапартійна                                  | тимчасово не працює                                                            |
| 10                            | Ковш Ольга Сергіївна            | 05.11.2010            | середня | позапартійна                                  | тимчасово не працює                                                            |